# Anthrax lucida
Anthrax lucida är en tvåvingeart som först beskrevs av Becker 1902.  Anthrax lucida ingår i släktet Anthrax och familjen svävflugor. Inga underarter finns listade i Catalogue of Life.